# Helgafell
Helgafell eller Helgafjell er en udslukt vulkan på den islandske ø Heimaey.
Helgafell var sidst i udbrud for 6.000 år siden. Lige ved siden af Helgafell ligger Eldfell, som var i udbrud i 1973.
63°25′45″N 20°15′36″V / 63.4293°N 20.2601°V